# Osvaldo Velloso de Barros
Oswaldo de Barros Velloso (Corumbá, 1908. augusztus 25. – 1996. augusztus 8.) brazil labdarúgókapus.